# Ima nešto od srca do srca
Ima nešto od srca do srca je kompilacija hitova pop rock sastava Crvena jabuka, objavljena 1993. u izdanju diskografske kuće Croatia Records. Sadrži 18 skladbi s prethodnih 5 albuma.

### Popis pjesama:
1. S tvojih usana
2. Dirlija
3. Uzmi me (kad hoćeš ti)
4. Zovu nas ulice
5. Ti znaš
6. Ima nešto od srca do srca
7. Sanjati
8. To mi radi
9. Tuga, ti i ja
10. Volio bih da si tu
11. Ostani
12. Ne dam da ovaj osjećaj ode
13. Tamo gdje ljubav počinje
14. Sve što imaš ti
15. Moje najmilije
16. Da nije ljubavi
17. Nekako s proljeća (Feat. Kemal Monteno)
18. Da znaš da me boliš